# Olympische Sommerspiele 2016/Kanu – Zweier-Canadier Slalom (Männer)
Der Kanuslalomwettbewerb im Zweier-Canadier der Männer (Kurzbezeichnung: C2) bei den Olympischen Spielen 2016 in Rio de Janeiro wurde am 8. und 11. August 2016 im Deodoro Olympic Whitewater Stadium ausgetragen. 24 Athleten aus 12 Nationen nahmen an dem Wettkampf teil.
Zunächst wurde dabei ein Vorlauf ausgetragen, bei dem alle Duos zwei Versuche hatten und der schnellere der beiden Durchgänge gewertet wurde. Die Kanuten auf den Positionen 1–11 rückten ins Halbfinale vor, die Letztplatzierten schieden aus. Im Halbfinale wurde nur ein Lauf ausgetragen, erneut schied das letzte Duo aus. Auch im Finale wurden die Olympiasieger in nur einen Lauf ermittelt.
Es war das vorerst letzte Mal, dass Slalomwettbewerbe im C2 ausgetragen wurden. Für die Olympischen Sommerspiele 2020 wurde der Wettbewerb zugunsten eines weiteren Damenrennens gestrichen, um eine Geschlechterparität herzustellen.

## Titelträger
| Olympiasieger | Timothy Baillie / Etienne Stott | London 2012 |
| Weltmeister   | Franz Anton / Jan Benzien       | London 2015 |

## Zeitplan
- Vorläufe: 8. August 2016
- Halbfinale: 11. August 2016
- Finale: 11. August 2016

## Vorlauf
Anmerkung: Die Strafe, also die Strafsekunden, sind bereits in der Zeit mit einberechnet.
| Platz | Kanuten                           | Nation             | Lauf 1   | Lauf 1 | Lauf 1 | Lauf 2   | Lauf 2 | Lauf 2 | Gesamt   |
| Platz | Kanuten                           | Nation             | Zeit     | Strafe | Rang   | Zeit     | Strafe | Rang   | Defizit  |
| ----- | --------------------------------- | ------------------ | -------- | ------ | ------ | -------- | ------ | ------ | -------- |
| 1     | Ladislav Škantár Peter Škantár    | Slowakei           | 100,89 s | 0      | 1      | 106,00 s | 8      | 3      |          |
| 2     | Gauthier Klauss Matthieu Péché    | Frankreich         | 103,35 s | 2      | 3      | 102,43 s | 0      | 1      | +1,54 s  |
| 3     | David Florence Richard Hounslow   | Großbritannien     | 103,27 s | 0      | 2      | DNS      | DNS    | DNS    | +2,38 s  |
| 4     | Jonáš Kašpar Marek Šindler        | Tschechien         | 104,32 s | 0      | 5      | 103,43 s | 4      | 2      | +2,54 s  |
| 5     | Franz Anton Jan Benzien           | Deutschland        | 103,43 s | 0      | 4      | 114,35 s | 4      | 8      | +2,54 s  |
| 6     | Luka Božič Sašo Taljat            | Slowenien          | 105,21 s | 0      | 6      | 113,41 s | 2      | 7      | +4,32 s  |
| 7     | Charles Corrêa Anderson Oliveira  | Brasilien          | 107,71 s | 2      | 7      | 106,14 s | 2      | 4      | +5,25 s  |
| 8     | Michail Kusnezow Dmitri Larionow  | Russland           | 167,26 s | 54     | 12     | 107,39 s | 0      | 5      | +6,50 s  |
| 9     | Lukas Werro Simon Werro           | Schweiz            | 158,47 s | 54     | 11     | 110,56 s | 2      | 6      | +9,67 s  |
| 10    | Devin McEwan Casey Eichfeld       | Vereinigte Staaten | 112,33 s | 4      | 8      | 117,19 s | 6      | 9      | +11,44 s |
| 11    | Marcin Pochwała Piotr Szczepański | Polen              | 115,36 s | 2      | 9      | 159,68 s | 52     | 11     | +14,47 s |
| 12    | Shota Sasaki Tsubasa Sasaki       | Japan              | 122,04 s | 12     | 10     | 119,04 s | 6      | 10     | +18,15 s |

## Halbfinale
Anmerkung: Die Strafe, also die Strafsekunden, sind bereits in der Zeit mit einberechnet.
| Platz | Kanuten                             | Nation             | Zeit     | Strafe | Defizit |
| ----- | ----------------------------------- | ------------------ | -------- | ------ | ------- |
| 1     | Franz Anton / Jan Benzien           | Deutschland        | 107,93 s | 0      |         |
| 2     | Jonáš Kašpar / Marek Šindler        | Tschechien         | 108,09 s | 4      | +0,16 s |
| 3     | David Florence / Richard Hounslow   | Großbritannien     | 109,60 s | 2      | +1,67 s |
| 4     | Marcin Pochwała / Piotr Szczepański | Polen              | 110,17 s | 0      | +2,24 s |
| 5     | Gauthier Klauss / Matthieu Péché    | Frankreich         | 110,19 s | 4      | +2,26 s |
| 6     | Ladislav Škantár / Peter Škantár    | Slowakei           | 110,42 s | 4      | +2,49 s |
| 7     | Luka Božič / Sašo Taljat            | Slowenien          | 111,14 s | 4      | +3,21 s |
| 8     | Michail Kusnezow / Dmitri Larionow  | Russland           | 112,39 s | 6      | +4,46 s |
| 9     | Lukas Werro / Simon Werro           | Schweiz            | 115,40 s | 4      | +7,47 s |
| 10    | Devin McEwan / Casey Eichfeld       | Vereinigte Staaten | 116,26 s | 2      | +8,33 s |
| 11    | Charles Corrêa / Anderson Oliveira  | Brasilien          | 116,49 s | 6      | +8,56 s |

## Finale
Anmerkung: Die Strafe, also die Strafsekunden, sind bereits in der Zeit mit einberechnet.
| Platz | Kanuten                             | Nation             | Zeit     | Strafe | Defizit  |
| ----- | ----------------------------------- | ------------------ | -------- | ------ | -------- |
| 1     | Ladislav Škantár / Peter Škantár    | Slowakei           | 101,58 s | 0      |          |
| 2     | David Florence / Richard Hounslow   | Großbritannien     | 102,01 s | 0      | +0,43 s  |
| 3     | Gauthier Klauss / Matthieu Péché    | Frankreich         | 103,24 s | 0      | +1,66 s  |
| 4     | Franz Anton / Jan Benzien           | Deutschland        | 103,58 s | 0      | +2,00 s  |
| 5     | Marcin Pochwała / Piotr Szczepański | Polen              | 104,97 s | 0      | +3,39 s  |
| 6     | Michail Kusnezow / Dmitri Larionow  | Russland           | 106,70 s | 0      | +5,12 s  |
| 7     | Luka Božič / Sašo Taljat            | Slowenien          | 107,73 s | 2      | +6,15 s  |
| 8     | Jonáš Kašpar / Marek Šindler        | Tschechien         | 108,35 s | 4      | +6,77 s  |
| 9     | Lukas Werro / Simon Werro           | Schweiz            | 111,52 s | 0      | +9,94 s  |
| 10    | Devin McEwan / Casey Eichfeld       | Vereinigte Staaten | 117,85 s | 6      | +16,27 s |